# Marcella Mesker
Marcella Mesker (née le 23 mai 1959) est une joueuse de tennis néerlandaise, professionnelle dans les années 1980.
Elle a notamment joué en 1979 la finale de l'Open d'Australie, aux côtés de Leanne Harrison (défaite contre la paire Chaloner-Evers). 
Pendant sa carrière, elle a remporté neuf titres WTA (un en simple, huit en double dames).

## Palmarès

### Titre en simple dames
| No | Date       | Nom et lieu du tournoi                    | Catégorie | Dotation | Surface         | Finaliste   | Score         |          |
| -- | ---------- | ----------------------------------------- | --------- | -------- | --------------- | ----------- | ------------- | -------- |
| 1  | 24-02-1986 | Virginia Slims of Oklahoma, Oklahoma City |           | 75 000 $ | Moquette (int.) | Lori McNeil | 6-4, 4-6, 6-3 | Parcours |

### Finale en simple dames
Aucune

### Titres en double dames
| No | Date       | Nom et lieu du tournoi                     | Catégorie   | Dotation  | Surface         | Partenaire            | Finalistes                          | Score         |          |
| -- | ---------- | ------------------------------------------ | ----------- | --------- | --------------- | --------------------- | ----------------------------------- | ------------- | -------- |
| 1  | 26-01-1981 | Avon Futures of Roanoke Roanoke            | Futures     | 30 000 $  | Moquette (int.) | Christiane Jolissaint | Kateřina Skronská Marcela Skuherská | 6-1, 3-6, 6-1 | Parcours |
| 2  | 09-02-1981 | Avon Futures of Columbus Columbus (OH)     | Futures     | 30 000 $  | Dur (int.)      | Christiane Jolissaint | Rene Blount Jane Stratton           | 6-3, 6-4      | Parcours |
| 3  | 16-02-1981 | Avon Futures of Nashville Nashville        | Futures     | 30 000 $  | Moquette (int.) | Christiane Jolissaint | Marjorie Blackwood Susan Leo        | 6-3, 6-3      | Parcours |
| 4  | 11-01-1982 | Avon Futures of Hampton Roads Newport News | Futures     | 40 000 $  | Moquette (int.) | Carol Lynn Baily      | Lucia Romanov Corinne Vanier        | 6-2, 6-1      | Parcours |
| 5  | 09-05-1983 | Swiss Open Lugano                          |             | 100 000 $ | Terre (ext.)    | Christiane Jolissaint | Petra Delhees Pat Medrado           | 6-2, 3-6, 7-5 | Parcours |
| 6  | 16-01-1984 | Ginny of Colorado Denver                   | VS Tour C1+ | 50 000 $  | Dur (int.)      | Anne Hobbs            | Sherry Acker Candy Reynolds         | 6-2, 6-3      | Parcours |
| 7  | 23-01-1984 | Ginny of Pittsburgh Pittsburgh             | VS Tour C1+ | 50 000 $  | Moquette (int.) | Christiane Jolissaint | Anna Maria Fernández Trey Lewis     | 7-6, 6-4      | Parcours |
| 8  | 07-05-1984 | Swiss Open Lugano                          | VS Tour C2  | 100 000 $ | Terre (ext.)    | Christiane Jolissaint | Iva Budařová Marcela Skuherská      | 6-4, 6-3      | Parcours |
| 9  | 04-11-1985 | Hewlett-Packard Trophy Hilversum           |             | 75 000 $  | Moquette (int.) | Catherine Tanvier     | Sandra Cecchini Sabrina Goleš       | 6-2, 6-2      | Parcours |
| 10 | 24-02-1986 | Virginia Slims of Oklahoma Oklahoma City   |             | 75 000 $  | Moquette (int.) | Pascale Paradis       | Lori McNeil Catherine Suire         | 2-6, 7-6, 6-1 | Parcours |

### Finales en double dames
| No | Date       | Nom et lieu du tournoi                | Catégorie | Dotation  | Surface         | Vainqueures                        | Partenaire            | Score         |          |
| -- | ---------- | ------------------------------------- | --------- | --------- | --------------- | ---------------------------------- | --------------------- | ------------- | -------- |
| 1  | 24-12-1979 | Australian Open Melbourne             | G. Chelem | 350 000 $ | Gazon (ext.)    | Judy Connor Diane Evers            | Leanne Harrison       | 6-2, 1-6, 6-0 | Parcours |
| 2  | 01-04-1981 | Avon Futures Championships Boise      | Futures   | 50 000 $  | Moquette (int.) | Sherry Acker Paula Smith           | Christiane Jolissaint | 7-5, 7-6      | Parcours |
| 3  | 31-12-1984 | Ginny Championships Port Sainte-Lucie |           | NC        | Dur (int.)      | Betsy Nagelsen Paula Smith         | Christiane Jolissaint | 6-3, 6-4      | Parcours |
| 4  | 04-03-1985 | US Indoors Princeton                  |           | 150 000 $ | Moquette (int.) | Martina Navrátilová Pam Shriver    | Elizabeth Smylie      | 7-5, 6-2      | Parcours |
| 5  | 11-03-1985 | Virginia Slims of Dallas Dallas       |           | 150 000 $ | Moquette (int.) | Barbara Potter Sharon Walsh        | Pascale Paradis       | 5-7, 6-4, 7-6 | Parcours |
| 6  | 05-08-1985 | Canadian Open Toronto                 |           | 250 000 $ | Dur (ext.)      | Gigi Fernández Martina Navrátilová | Pascale Paradis       | 6-4, 6-0      | Parcours |
| 7  | 09-12-1985 | Pan Pacific Open Tokyo                |           | 250 000 $ | Moquette (int.) | Claudia Kohde-Kilsch Helena Suková | Elizabeth Smylie      | 6-0, 6-4      | Parcours |
| 8  | 18-05-1987 | GP de Strasbourg Strasbourg           |           | 75 000 $  | Terre (ext.)    | Jana Novotná Catherine Suire       | Kathleen Horvath      | 6-0, 6-2      | Parcours |
| 9  | 06-07-1987 | Belgian Open Knokke                   |           | 75 000 $  | Terre (ext.)    | Bettina Bunge Manuela Maleeva      | Kathleen Horvath      | 4-6, 6-4, 6-4 | Parcours |

## Parcours en Grand Chelem

### En simple dames
| Année | Open d'Australie (janvier) | Open d'Australie (janvier) | Internationaux de France | Internationaux de France | Wimbledon       | Wimbledon        | US Open         | US Open       | Open d'Australie (décembre) | Open d'Australie (décembre) |
| 1979  | n/a                        | n/a                        | -                        | -                        | 3e tour (1/16)  | Dianne Fromholtz | -               | -             | 1er tour (1/16)             | Sharon Walsh                |
| 1980  | n/a                        | n/a                        | 1er tour (1/32)          | Leslie Allen             | 2e tour (1/32)  | Pam Teeguarden   | 1er tour (1/64) | Mima Jaušovec | 1er tour (1/32)             | Rene Blount                 |
| 1981  | n/a                        | n/a                        | -                        | -                        | 2e tour (1/32)  | Kathy Jordan     | 3e tour (1/16)  | Sylvia Hanika | -                           | -                           |
| 1982  | n/a                        | n/a                        | 3e tour (1/16)           | Yvonne Vermaak           | 2e tour (1/32)  | Wendy Turnbull   | -               | -             | 1er tour (1/32)             | Betty Stöve                 |
| 1983  | n/a                        | n/a                        | 1er tour (1/64)          | Pam Shriver              | 2e tour (1/32)  | Chris Evert      | 1er tour (1/64) | Andrea Leand  | 1er tour (1/32)             | Rosalyn Fairbank            |
| 1984  | n/a                        | n/a                        | 2e tour (1/32)           | M. Navrátilová           | 1er tour (1/64) | Iva Budařová     | 1er tour (1/64) | Kathy Rinaldi | 3e tour (1/8)               | Sharon Walsh                |
| 1985  | n/a                        | n/a                        | 1er tour (1/64)          | Beth Herr                | 3e tour (1/16)  | Zina Garrison    | 1er tour (1/64) | Kathy Jordan  | 1er tour (1/32)             | Myriam Schropp              |
| 1986  | n/a                        | n/a                        | 3e tour (1/16)           | Steffi Graf              | 2e tour (1/32)  | Lori McNeil      | -               | -             | n/a                         | n/a                         |
| 1987  | -                          | -                          | 1er tour (1/64)          | Natasha Zvereva          | 2e tour (1/32)  | Jo Durie         | -               | -             | n/a                         | n/a                         |
| 1988  | 1er tour (1/64)            | Sandy Collins              | 1er tour (1/64)          | Nicole Jagerman          | -               | -                | -               | -             | n/a                         | n/a                         |

À droite du résultat, l’ultime adversaire.

### En double dames
| Année | Open d'Australie (janvier) | Open d'Australie (janvier) | Internationaux de France      | Internationaux de France    | Wimbledon                     | Wimbledon                  | US Open                       | US Open                    | Open d'Australie (décembre) | Open d'Australie (décembre) |
| 1979  | n/a                        | n/a                        | -                             | -                           | -                             | -                          | -                             | -                          | Finale L. Harrison          | Judy Connor Diane Evers     |
| 1980  | n/a                        | n/a                        | -                             | -                           | 2e tour (1/16) L. Harrison    | Sherry Acker J. Russell    | 3e tour (1/8) N. Schutte      | C. Reynolds Paula Smith    | 2e tour (1/8) C. Jolissaint | B. Nagelsen Navrátilová     |
| 1981  | n/a                        | n/a                        | 1er tour (1/32) C. Jolissaint | Sylvia Hanika Andrea Jaeger | 1er tour (1/32) C. Jolissaint | B. Potter Sharon Walsh     | 1er tour (1/32) Van der Torre | Zina Garrison Andrea Leand | 1er tour (1/16) K. Skronská | Andrea Jaeger H. Mandlíková |
| 1982  | n/a                        | n/a                        | 1er tour (1/32) Petra Delhees | Lucia Romanov Maria Romanov | 1er tour (1/32) P. Teeguarden | Jo Durie Anne Hobbs        | -                             | -                          | 1/4 de finale C. Jolissaint | B. J. King Anne Smith       |
| 1983  | n/a                        | n/a                        | 2e tour (1/16) J. Russell     | K. Horvath Y. Vermaak       | 2e tour (1/16) J. Russell     | Jo Durie Anne Hobbs        | -                             | -                          | 1er tour (1/16) Susan Leo   | N. Gregory B. Randall       |
| 1984  | n/a                        | n/a                        | 2e tour (1/16) C. Jolissaint  | Rene Uys Pilar Vásquez      | 2e tour (1/16) C. Jolissaint  | C. Benjamin Raschiatore    | 1/2 finale C. Jolissaint      | Anne Hobbs W. Turnbull     | 2e tour (1/8) C. Jolissaint | Henricksson Robin White     |
| 1985  | n/a                        | n/a                        | 1er tour (1/32) C. Jolissaint | Patricia Hy Catrin Jexell   | 1er tour (1/32) C. Jolissaint | T. Holladay Mima Jaušovec  | 3e tour (1/8) P. Paradis      | B. Potter Sharon Walsh     | 1/4 de finale P. Paradis    | Navrátilová Pam Shriver     |
| 1986  | n/a                        | n/a                        | 3e tour (1/8) P. Paradis      | Navrátilová A. Temesvári    | -                             | -                          | -                             | -                          | n/a                         | n/a                         |
| 1987  | -                          | -                          | 1er tour (1/32) K. Horvath    | Terry Phelps R. Reggi       | 1er tour (1/32) K. Horvath    | Sandy Collins Sharon Walsh | 1er tour (1/32) K. Horvath    | N. Bykova S. Cherneva      | n/a                         | n/a                         |
| 1988  | 3e tour (1/8) M. Jaggard   | M. Bollegraf Sandy Collins | 2e tour (1/16) I. Driehuis    | Steffi Graf G. Sabatini     | 2e tour (1/16) I. Driehuis    | R. Fairbank G. Fernández   | 1er tour (1/32) I. Driehuis   | Steffi Graf G. Sabatini    | n/a                         | n/a                         |

Sous le résultat, la partenaire ; à droite, l’ultime équipe adverse.

### En double mixte
| Année | Open d'Australie (janvier), | Open d'Australie (janvier), | Internationaux de France | Internationaux de France | Wimbledon                   | Wimbledon                   | US Open | US Open | Open d'Australie (décembre), | Open d'Australie (décembre), |
| 1981  | n/a                         | n/a                         | -                        | -                        | 2e tour (1/16) Tom Okker    | Bettina Bunge Tony Roche    | -       | -       | n/a                          | n/a                          |
| 1982  | n/a                         | n/a                         | -                        | -                        | 1er tour (1/32) Tom Okker   | Ann Kiyomura L. Stefanki    | -       | -       | n/a                          | n/a                          |
| 1984  | n/a                         | n/a                         | -                        | -                        | 2e tour (1/16) Drew Gitlin  | N. Leipus Peter Doohan      | -       | -       | n/a                          | n/a                          |
| 1985  | n/a                         | n/a                         | -                        | -                        | 1er tour (1/32) van Boeckel | Zina Garrison Rodney Harmon | -       | -       | n/a                          | n/a                          |

Sous le résultat, le partenaire ; à droite, l’ultime équipe adverse.

## Parcours aux Masters

### En double dames
| # | Date       | Nom de l'édition                      | ($)     | Surface         | Résultat      | Partenaire    | Ultimes adversaires                | Score    |          |
| - | ---------- | ------------------------------------- | ------- | --------------- | ------------- | ------------- | ---------------------------------- | -------- | -------- |
| 1 | 18/03/1985 | Virginia Slims Championships New York | 500 000 | Moquette (int.) | 1/4 de finale | C. Jolissaint | Claudia Kohde-Kilsch Helena Suková | 6-3, 7-6 | Parcours |

## Parcours en Coupe de la Fédération
| #                                                                    | Date       | Lieu        | Surface                           | Gagnante(s)                    | Perdante(s)                        | Score         |          |
|                                                                      |            |             |                                   |                                |                                    |               |          |
| 1979 - 1er tour (groupe mondial) - Argentine - Pays-Bas - 0 : 3      |            |             |                                   |                                |                                    |               |          |
| 1                                                                    | 30/04/1979 | Madrid      | Terre (ext.)                      | Marcella Mesker Betty Stöve    | Viviana Gonzalez Adriana Villagrán | 6-0, 6-4      | Parcours |
|                                                                      |            |             |                                   |                                |                                    |               |          |
| 1979 - 2e tour (groupe mondial) - Japon - Pays-Bas - 0 : 3           |            |             |                                   |                                |                                    |               |          |
| 2                                                                    | 30/04/1979 | Madrid      | Terre (ext.)                      | Marcella Mesker Betty Stöve    | Fumiko Furuhashi Kiyoko Nomura     | 6-2, 6-4      | Parcours |
|                                                                      |            |             |                                   |                                |                                    |               |          |
| 1979 - 1/4 de finale (groupe mondial) - Pays-Bas - Australie - 1 : 2 |            |             |                                   |                                |                                    |               |          |
| 3                                                                    | 30/04/1979 | Madrid      | Terre (ext.)                      | Marcella Mesker Betty Stöve    | Kerry Reid Wendy Turnbull          | 6-4, 9-7      | Parcours |
|                                                                      |            |             |                                   |                                |                                    |               |          |
| 1980 - 1er tour (groupe mondial) - Argentine - Pays-Bas - 2 : 1      |            |             |                                   |                                |                                    |               |          |
| 4                                                                    | 19/05/1980 | Berlin      | Terre (ext.)                      | Ivanna Madruga                 | Marcella Mesker                    | 7-5, 6-1      | Parcours |
| 4                                                                    | 19/05/1980 | Berlin      | Terre (ext.)                      | Marcella Mesker Elly Appel     | Liliana Giussani Adriana Villagrán | 6-1, 7-5      | Parcours |
|                                                                      |            |             |                                   |                                |                                    |               |          |
| 1981 - 1er tour (groupe mondial) - Pays-Bas - Hong Kong - 2 : 1      |            |             |                                   |                                |                                    |               |          |
| 5                                                                    | 09/11/1981 | Tokyo       | Terre (ext.)                      | Patricia Hy                    | Marcella Mesker                    | 7-6, 6-3      | Parcours |
| 5                                                                    | 09/11/1981 | Tokyo       | Terre (ext.)                      | Marcella Mesker Van der Torre  | Patricia Hy Yuen-Yuen Ling         | 6-1, 6-1      | Parcours |
|                                                                      |            |             |                                   |                                |                                    |               |          |
| 1981 - 2e tour (groupe mondial) - Pays-Bas - Italie - 2 : 1          |            |             |                                   |                                |                                    |               |          |
| 6                                                                    | 09/11/1981 | Tokyo       | Terre (ext.)                      | Marcella Mesker                | Barbara Rossi                      | 7-6, 6-2      | Parcours |
| 6                                                                    | 09/11/1981 | Tokyo       | Terre (ext.)                      | Patrizia Murgo Sabina Simmonds | Marcella Mesker Van der Torre      | 6-4, 7-6      | Parcours |
|                                                                      |            |             |                                   |                                |                                    |               |          |
| 1981 - 1/4 de finale (groupe mondial) - Pays-Bas - Australie - 0 : 3 |            |             |                                   |                                |                                    |               |          |
| 7                                                                    | 09/11/1981 | Tokyo       | Terre (ext.)                      | Wendy Turnbull                 | Marcella Mesker                    | 7-6, 7-6      | Parcours |
| 7                                                                    | 09/11/1981 | Tokyo       | Terre (ext.)                      | Susan Leo Wendy Turnbull       | Marcella Mesker Van der Torre      | 6-4, 6-3      | Parcours |
|                                                                      |            |             |                                   |                                |                                    |               |          |
| 1982 - 1er tour (groupe mondial) - Danemark - Pays-Bas - 0 : 3       |            |             |                                   |                                |                                    |               |          |
| 8                                                                    | 19/07/1982 | Santa Clara | Dur (ext.)                        | Marcella Mesker                | Anne-Mette Sorensen                | 7-6, 3-6, 6-2 | Parcours |
| 8                                                                    | 19/07/1982 | Santa Clara | Dur (ext.)                        | Marcella Mesker Betty Stöve    | Dorte Ekner Anne-Mette Sorensen    | 6-2, 6-4      | Parcours |
|                                                                      |            |             |                                   |                                |                                    |               |          |
| 1982 - 2e tour (groupe mondial) - Pays-Bas - Australie - 0 : 3       |            |             |                                   |                                |                                    |               |          |
| 9                                                                    | 19/07/1982 | Santa Clara | Dur (ext.)                        | Evonne Goolagong               | Marcella Mesker                    | 6-4, 6-2      | Parcours |
| 9                                                                    | 19/07/1982 | Santa Clara | Dur (ext.)                        | Susan Leo Wendy Turnbull       | Marcella Mesker Betty Stöve        | 6-4, 6-3      | Parcours |
|                                                                      |            |             |                                   |                                |                                    |               |          |
| 1983 - 1er tour (groupe mondial) - Chine - Pays-Bas - 2 : 1          |            |             |                                   |                                |                                    |               |          |
| 10                                                                   | 18/07/1983 | Zurich      | Terre (ext.)                      | Wang Ping Sr.                  | Marcella Mesker                    | 2-6, 7-6, 6-2 | Parcours |
| 10                                                                   | 18/07/1983 | Zurich      | Terre (ext.)                      | Marcella Mesker Betty Stöve    | Wang Ping Sr. Yu Li-Qiao           | 6-3, 6-3      | Parcours |
|                                                                      |            |             |                                   |                                |                                    |               |          |
| 1985 - 1er tour (groupe mondial) - Pays-Bas - Suisse - 1 : 2         |            |             |                                   |                                |                                    |               |          |
| 11                                                                   | 08/10/1985 | Nagoya      | Dur (ext.)                        | Marcella Mesker                | C. Jolissaint                      | 6-3, 4-6, 6-4 | Parcours |
| 11                                                                   | 08/10/1985 | Nagoya      | Dur (ext.)                        | Lilian Drescher C. Jolissaint  | Marcella Mesker Nanette Schutte    | 6-3, 6-2      | Parcours |
|                                                                      |            |             |                                   |                                |                                    |               |          |
| 1987 - 1er tour (groupe mondial) - Canada - Pays-Bas - 3 : 0         |            |             |                                   |                                |                                    |               |          |
| 12                                                                   | 28/07/1987 | Vancouver   |                                   | Carling Bassett                | Marcella Mesker                    | 4-6, 7-5, 6-2 | Parcours |
| 12                                                                   | 28/07/1987 | Vancouver   | Carling Bassett Jill Hetherington | Marcella Mesker Van der Torre  | 6-4, 6-2                           |               | Parcours |

## Classements WTA

### Classements en simple en fin de saison
| Année | 1983 | 1986 | 1987 | 1988 |
| Rang  | 44   | 31   | 147  | 356  |

Source : (en) « Classements de Marcella Mesker », sur le site officiel du WTA Tour